# Orvos a családban (Tolnai Nyomdai Műintézet és Kiadóvállalat Részvénytársaság)
Az Orvos a családban egy Horthy-korszakban megjelent nagy terjedelmű magyar egészségügyi ismeretterjesztő kiadvány.

## Jellemzői
Az 1937-ben a Tolnai Nyomdai Műintézet és Kiadóvállalat Rt. gondozásában Budapesten megjelent mű 5 kötetben, közel 1300 oldalon mutatta be népszerű-olvasmányos módon a nagyközönség számára a lényegesebb egészségügyi alapismereteket. Míg az első kötet tematikusan, enciklopédiaszerűen mutat be bizonyos témaköröket, a második kötettől egy betűrendes lexikon kezdődik, amely az ötödik kötet közepéig tart. Az ötödik kötet második fele ismét enciklopédiaszerű, és az elsősegélynyújtás különböző módjait, a szakszerű otthoni betegápolást ismerteti; illetve betekintést nyújt a házi gyógyszerek és gyógynövények világába.
A sorozatnak létezik egy másik, 10 (vékonyabb) kötetes változata is. Az egyes kötetek gazdag gerincdíszítéssel ellátott borítóban számos fekete-fehér ábrával és egész oldalas képpel illusztrálva jelentek meg. A sorozatnak reprint kiadása máig nincs, és elektronikus úton sem olvasható, antikváriusi forgalomban azonban gyakran előfordul.

## Szerzői
A mű elkészítésében 23 orvos dolgozott: Dr. Kovács György (szerkesztő), Dr. Ádám Lajos, Dr. Ballagi István, Dr. Bauer Andor, Dr. Bence Gyula, Dr. Blaskovics László, Dr. Bodon Károly, Dr. Bilkei Papp Lajos, Dr. Egedy Elemér, Dr. Farkas Aladár, Dr. Alsóviszokai Gerlóczy Géza, Dr. Kiss Ferenc, Dr. Körmöczi Emil, Dr. Máday István, Dr. Manninger Vilmos, Dr. Mansfeld Ottó, Dr. Okolicsányi-Kuthy Dezső, Dr. Pollatschek Elemér, Dr. Preisich Kornél, Dr. Simon Sándor, Dr. Surányi Gyula, Dr. Szerb Zsigmond, Dr. Török Lajos.

## Kötetbeosztás

### 5 kötetes változat
| Kötetszám | Tartalom | Jelleg                |
| --------- | --- | --------------------- |
| I.        | Az emberi test. Az ember táplálkozása. Testápolás, szépségápolás. Nemi élet. Öregedés és elmulás. A leendő anya. A gyermek | enciklopédia          |
| II.       | Abortus–Gyomorfekély | lexikon               |
| III.      | Gyomorgörcs–Nemibetegségek                                                                                                 | lexikon               |
| IV.       | Nemi eltévelyedés–Szamárköhögés                                                                                            | lexikon               |
| V.        | - Szarkoma–Zúzódás - Elsősegélynyújtás. Betegápolás. Gyógynövények. Tárgymutató                                            | lexikon, enciklopédia |

### 10 kötetes változat
| Kötetszám | Tartalom                                                          | Jelleg                |
| --------- | ----------------------------------------------------------------- | --------------------- |
| I.        | Az emberi test. Az ember táplálkozása                             | enciklopédia          |
| II.       | Testápolás. Szépségápolás                                         | enciklopédia          |
| III.      | Abortus–Dysmenorrhea                                              | lexikon               |
| IV.       | Echinokokkusz–Gyomorfekély                                        | lexikon               |
| V.        | Gyomorgörcs–Kuszóhártya                                           | lexikon               |
| VI.       | Lábfagyás–Nemibetegségek                                          | lexikon               |
| VII.      | Nemi eltévelyedés–Rövidlátás                                      | lexikon               |
| VIII.     | Rubeola–Szamárköhögés                                             | lexikon               |
| IX.       | Szarkoma–Vérátömlesztés                                           | lexikon               |
| X.        | - Vérbaj–Zuzódás - Első segélynyujtás. Betegápolás. Gyógynövények | lexikon, enciklopédia |